# Carlos Galambas
Carlos Manuel Nogueira Galambas (* 17. Februar 1973 in Dili, Portugiesisch-Timor) ist ein portugiesischer Sportmanager, Handballtrainer und ehemaliger Handballspieler.

## Spielerkarriere

### Verein
Carlos Galambas wurde in der Kolonie Portugiesisch-Timor, dem heutigen Osttimor, geboren und kam mit seiner Familie im Alter von neun Jahren nach Mafra. Er lernte das Handballspielen bei CD Mafra und Belenenses Lissabon. Ab 1990 stand er im Kader des Académico Basket Clube in der ersten portugiesischen Liga. Der 1,90 m große Kreisläufer gewann mit dem Team aus Braga 1991, 1992, 1993, 1995, 1996, 1997, 1998 und 2000 die Meisterschaft, 1991, 1992, 1993, 1995, 1996, 1997 und 2000 den Pokal sowie 1991, 1992, 1993, 1995 und 1996 den Supercup. In der EHF Champions League 1993/94 unterlag er mit ABC in den Finalspielen nach einem 22:22 zu Hause im Rückspiel beim spanischen Vertreter TEKA Santander mit 21:23. Erst im Jahr 2005 wechselte er zum frisch gekürten Meister Madeira Andebol SAD. Mit der Mannschaft aus Funchal wurde er 2007 Zweiter und 2009 Vierter in der Meisterschaft. Während der Saison 2009/10 wechselte er zu Sporting Lissabon, wo er 2010 und 2011 Dritter der Andebol 1 wurde und 2010 das Pokalfinale gegen Xico Andebol verlor. Im EHF Challenge Cup 2009/10 gewann er mit Sporting in den Finalspielen 27:25 und 27:26 gegen den polnischen Verein MMTS Kwidzyn.

### Nationalmannschaft
Mit der portugiesischen Nationalmannschaft nahm Galambas an den Europameisterschaften 1994, 2000, 2002, 2004 und 2006 sowie an den Weltmeisterschaften 1997, 2001 und 2003 teil. Insgesamt bestritt er 216 Länderspiele.

## Trainer- und Managerkarriere
Im Jahr 2011 kehrte Galambas nach Mafra zurück und wurde dort Jugendtrainer. In der Saison 2012/13 arbeitete er bei Madeira Andebol als Assistent seines langjährigen Trainers Oleksandr Donner. Zur Saison 2013/14 übernahm er den Trainerposten bei Mafras Männermannschaft. Von 2017 bis 2019 war er Sportdirektor bei Sporting Lissabon. Seit 2022 ist er Manager von Xico Andebol.